# جون تي. ليزلي
جون تي. ليزلي هو سياسي أمريكي، ولد في 12 مايو 1835 في مقاطعة ماديسون في الولايات المتحدة، وتوفي في 13 يوليو 1913. نشط حزبياً في الحزب الديمقراطي. وقد انتخب عضو مجلس ولاية فلوريدا ‏.